# 福島県立いわき海星高等学校
福島県立いわき海星高等学校（ふくしまけんりつ いわきかいせいこうとうがっこう）は、福島県いわき市小名浜下神白にあった県立高等学校。県内唯一の水産高等学校であった。2021年度に福島県立小名浜高等学校と統合して福島県立小名浜海星高等学校となり閉校した。

## 設置学科
- 全日制課程
  - 海洋工学科
  - 食品システム科
  - 情報通信科
  - 海洋科

- 専攻科
  - 無線通信科
  - 機関科
  - 海洋科

## 沿革
- 1934年 （昭和9年）- 福島県水産試験場に福島県水産講習所として併設[1]。
- 1943年 （昭和18年）- 実業学校令に基づき福島県立小名浜水産学校の設立認可
- 1948年 （昭和23年）- 学制改革に伴い、福島県立小名浜水産高等学校となる[1]。
- 1995年 （平成7年）- 福島県立小名浜水産高等学校から福島県立いわき海星高等学校に改称[1]。
- 2011年 （平成23年）- 東北地方太平洋沖地震（東日本大震災）の大津波により、大きな被害を受ける。
- 2013年 （平成25年）- 第85回記念選抜高等学校野球大会に出場するも一回戦で敗退。
- 2021年 （令和3年）3月31日 - 閉校（卒業生9,108人）[1]。新年度から福島県立小名浜高等学校と統合して福島県立小名浜海星高等学校となる[1]。

## 校訓
- 前進
- 創造
- 挑戦

## 特徴
- 総合無線通信士や海上無線通信士などの無線に従事した資格が取れるほか、海洋的な資格や工業高等学校では取れない資格などさまざまな資格が取れる。
- 海洋科・海洋工学科は福島丸でハワイ・ホノルル沖まで約2ヶ月をかけて遠洋航海実習をすることができる。

## 部活動
2013年、硬式野球部が第85回記念選抜高等学校野球大会に「21世紀枠」で出場。初戦で北海道の遠軽高校と対戦。3-0で敗れた。因みに遠軽高校も21世紀枠で出場しており、21世紀枠同士の初戦は史上初であった。

## アクセス
- JR常磐線泉駅より新常磐交通バス利用海星高校前バス停下車

## 出身者
- 四家啓助 - 元いわき市長（小名浜水産高等学校卒業生）
- 大内仁 - 元重量挙げ選手、メキシコシティオリンピック男子ミドル級銀メダリスト